# Meine keine Familie
Meine keine Familie ist ein österreichischer Dokumentarfilm aus dem Jahr 2012 über die Kommune Friedrichshof im Burgenland. Gemeinschaftliches Eigentum, freie Sexualität und Auflösung der Kernfamilie waren die Grundprinzipien der durch Otto Muehl Anfang 1970 gegründeten Kommune. Der Film unter der Regie von Paul-Julien Robert, der 1979 in der Kommune geboren wurde, wurde erstmals auf der Viennale 2012 präsentiert.

## Hintergrund

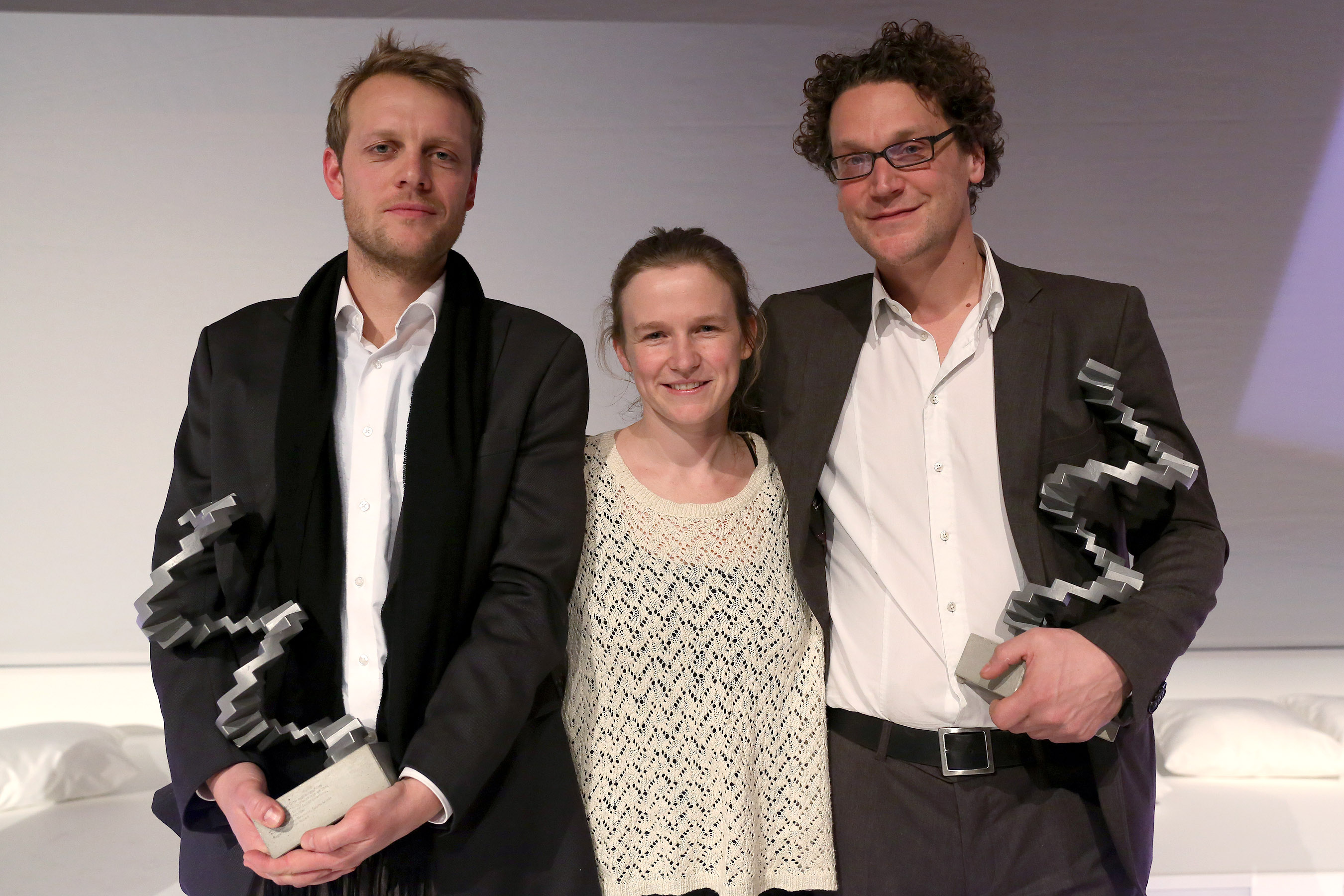
Paul-Julien Robert, Sabine Moser und Oliver Neumann (Österreichischer Filmpreis 2014)

Im Jahr 1970 gründete Otto Muehl in seiner Wiener Wohnung eine Kommune, die durch ihre Radikalität über die Kunstszene hinaus Bekanntheit erlangte. 1972 erwarben die Kommunarden das letzte bewohnbare Haus eines verlassenen Gutshofes auf der Parndorfer Heide – den Friedrichshof. Dieser wurde im Laufe von knapp zwei Jahrzehnten zum Zentrum eines internationalen Netzwerkes von über 20 Stadtgruppen ausgebaut. In den assoziierten Kommunen praktizierten zeitweise über 600 Menschen in Westeuropa ein radikalutopisches Leben nach den Prinzipien: „Selbstdarstellung, gemeinsames Eigentum, freie Sexualität ohne feste Paarbeziehungen, gemeinsame Arbeit und Produktion, kollektives Kinderaufwachsen und direkte Demokratie“.
Nach der Einleitung von gerichtlichen Voruntersuchungen gegen Muehl und zunehmender Unzufriedenheit vieler Kommunemitglieder wurde Ende der Achtzigerjahre der gesamte Besitz in eine Genossenschaft eingebracht. 1990 löste sich das gemeinschaftliche Lebensexperiment auf. Otto Muehl wurde im Herbst 1991 wegen Unzucht mit Unmündigen verurteilt.
Den heute in der Genossenschaft organisierten ehemaligen Kommunarden ist es ein wichtiges Anliegen, die Entwicklung innerhalb der Kommune differenziert aufzuarbeiten. Für Meine keine Familie wurde das seit 20 Jahren gesperrte Archivmaterial erstmals zur Verwendung in einem Film freigegeben.

## Verwertung
Der Film feierte seine Uraufführung bei der Viennale 2012. Seine internationale Premiere fand in der Sektion Regard Neuf beim  Festival Visions du Réel in Nyon statt. Im Anschluss wurde er in München, Karlovy Vary und beim Sarajevo Film Festival jeweils im Dokumentarfilmwettbewerb gezeigt.
Der Film wurde bisher mit dem Wiener Filmpreis für den besten Dokumentarfilm des Jahres und dem OmU-Preis beim DOK.fest München ausgezeichnet.
In Österreich besuchten Meine keine Familie 12.000 Zuschauer im Kino. Der schweizerische Kinostart war am 3. September 2013, der deutsche Kinostart am 24. Oktober 2013.
Der Film gewann sowohl den Österreichischen Filmpreis 2014 als bester Dokumentarfilm, als auch den Österreichischen Filmpreis 2014 für den besten Schnitt (Oliver Neumann).

## Kritiken
„Paul ist weniger Zentrum von Meine keine Familie als Ausgangspunkt. Es ist ihm ernst mit seiner Suche, und dass er in seinem sozialen Leben auch heute noch unter den Nachwirkungen des Aufwachsens in der Mühl-Kommune leidet, das nimmt man ihm sofort ab. Doch führt dieser subjektive Impetus nicht zu einer einseitigen Sicht auf das Kollektivprojekt, denn er lässt auch andere Stimmen zu Wort kommen. […] So ist der Film neben der persönlichen Neugier des Regisseurs auch von einer historischen Neugier motiviert, die innerhalb der intimen Suche zwar nicht vollends befriedigt werden kann, die aber zumindest Andeutungen zulässt: das reaktionäre Frauenbild der Mehrheitsgesellschaft, das Familienrecht des Staats, die in dieser Zeit vielfach aufgegriffene Vorstellung einer Auflösung der ideologisch naturalisierten Mutter-Kind-Bindung.“